# 重案對決
《重案對決》（英語：Law Abiding Citizen）是一部於2009年上映的美國犯罪劇情片，由蓋瑞·葛雷執導，寇特·威默編劇，傑拉德·巴特勒與傑米·福克斯等人主演。本片背景設定於美國費城，劇情描述一位妻子與小孩均遭兇手殺害的男子向加害者與腐敗的司法系統復仇的故事。本片於2009年10月16日在北美地區上映。
本片於2009年獲提名土星獎最佳動作、冒險與驚悚電影，但最終敗給了由昆汀·塔倫提諾執導的《惡棍特工》。除此之外，本片導演蓋瑞·葛雷與主要演員傑米·福克斯亦分別獲提名有色人種促進協會形象獎最佳導演與最佳男演員。

## 劇情
克萊倫斯·達比（Clarence Darby）與其同夥魯波特·艾姆斯（Rupert Ames）在一次家庭搶案中闖入工程師克萊德·薛爾頓（Clyde Shelton）的住宅；達比在搶劫過後殺害了克萊德的妻子與女兒。檢察官尼克·萊斯（Nick Rice）卻因證據不足而無法保證達比將會被定罪。由於不願意冒險降低他的高定罪率，萊斯遂與達比進行認罪協商；達比就刑度較輕的罪名認罪，同時轉當污點證人指證其同夥艾姆斯以獲得減刑。艾姆斯於是遭到定罪，隨後被判處死刑；而達比則於監禁數年後獲釋。克萊德因此感到被萊斯與司法系統背叛。
十年後，艾姆斯遭到注射處決。然而用於處決的藥物卻在檢察官與見證人不知情的情況下被某人調換為抗痙攣劑，造成艾姆斯在極度痛楚中死去。所有證據均直指此次事件是達比所為。此時，一位不知名人士聯繫達比以協助其躲過警方追緝，並將他引導至一處偏僻的地點。偽裝成警察的克萊德現身，表示自己就是電話中那位不明人士，並隨即以藥物癱瘓了達比。克萊德接著將達比綑綁於一張桌子上，並以影像紀錄其將達比活活肢解的過程。達比的遺體被尋獲時，所有的證據都指向克萊德，而他也毫無抵抗地接受警方的逮捕並被送入監獄。
在萊斯得知克萊德將肢解影片寄給其妻女觀看並造成她們飽受驚嚇後，他起初拒絕了與克萊德進行認罪協商。不過地區檢察官喬納斯·坎特雷爾（Jonas Cantrell）卻命令萊斯與克萊德協商。克萊德要求在其囚室內添置一張新床以換取他的「供詞」。在法庭上，克萊德在未聘請律師的情況下自辯，並成功說服法官他應該獲得保釋，但隨後又怒斥法官竟然如此輕易就讓像他這樣的兇殘瘋子和殺人犯重返社會。法官於是以「藐視法庭」的罪名判處克萊德徒刑。
在遭還押後，克萊德要求獄方在限定時間內提供他一頓高檔的牛排午餐與一部音樂播放器，作為交換他將會告知已失蹤數日的達比辯護律師的下落。萊斯同意了克萊德的條件，但午餐卻因典獄長嚴格的安檢要求而遲誤了幾分鐘送達。在享用午餐的同時，克萊德給了警方一組座標；萊斯與其他人員隨後在座標所在地找到了已窒息而死的律師。獄中的克萊德在用完餐點後以牛排的丁骨殺害了室友，典獄長因而被迫將其單獨囚禁。
坎特雷爾與萊斯一同前往會見一位中央情報局幹員，並得知克萊德早先曾與情報局合作過，且曾研製出令人意想不到的暗殺裝置。此外，幹員還警告兩人克萊德有能力殺掉任何他想殺害的人。隨後在一次與坎特雷爾與萊斯的會面中，判處克萊德徒刑的法官在接起手機後因手機爆炸而身亡。克萊德接著要求檢方必須於翌日早晨6時前撤銷所有對他的刑事指控，否則他將「殺光所有人」；萊斯則不願遵從。時限過後，包含萊斯助理在內的數名檢方團隊人員均死於連環汽車爆炸案中。隨後在坎特雷爾與萊斯離開萊斯助理的葬禮時，一具武裝機器人殺害了坎特雷爾。萊斯再度會面克萊德，並不斷出手毆打他，斥責他這些泯滅人性、只為復仇的屠殺行為。克萊德則堅守他的立場，並告訴萊斯他將摧毀現行的司法系統與所有相信該系統的人。有感於事態越趨嚴重，市長下令全城戒嚴，並將萊斯拔擢為地區檢察官。
萊斯試圖找出克萊德在獄外的同夥以阻止其繼續殺人。他查出克萊德在監獄附近購有一處車庫，並與唐尼根警探（Detective Dunnigan）一同闖入該地。兩人在車庫中發現一條與監獄內部相通的地道，且地道內的各個房間均放滿了各式槍枝、制服與其他設備；地道尾部更與克萊德所處的獨居囚室相連。萊斯意識到克萊德殺害其獄友便是為了被單獨囚禁，以便能輕易地離開監獄執行其預定的謀殺計畫而不被獄方查覺，同時還能誤導警方他在獄外另有同夥。地道內的線索揭露了克萊德的下一個目標，即市政廳；此時市長正與市政官員在該地舉行緊急會議。在火速趕往市政廳後，萊斯與唐尼根警探未能找到克萊德，但卻發現了一枚置於會議室正下方樓層的手機啟動炸彈。
克萊德在市政廳安置炸彈後回到車庫，隨後返回牢房。他很驚訝地發現萊斯已在牢房內等他。萊斯訓斥克萊德竟然因為他所承受的苦痛而進行了如此瘋狂的復仇計畫。克萊德要求再次協商，但萊斯斷然拒絕，表示多虧了克萊德，他再也不會與殺人犯協商。萊斯接著給克萊德最後一次機會，指著克萊德拿在手上準備用於引爆市政廳炸彈的手機，警告他別做會令自己後悔的事，但克萊德仍然按下了啟動鍵。萊斯與唐尼根隨後鎖上了克萊德的牢房，並迅速離開監獄。克萊德終於意識到萊斯已將炸彈自市政廳移至他的牢房，而炸彈將在數十秒之內引爆。克萊德略帶憂傷地看著女兒的手環，炸彈隨後爆炸。

## 演員
- 傑米·福克斯 飾 尼克·萊斯
- 傑拉德·巴特勒 飾 克萊德·亞歷山大·薛爾頓
- 康姆·米尼（英语：Colm Meaney） 飾 唐尼根警探
- 布魯斯·麥克吉爾 飾 喬納斯·坎特雷爾
- 蕾斯莉·畢柏（英语：Leslie Bibb） 飾 莎拉·羅威爾（Sarah Lowell），萊斯的助理
- 麥可·艾爾比（英语：Michael Irby） 飾 加爾薩警探（Detective Garza）
- 格列高里·伊岑（英语：Gregory Itzin） 飾 英格典獄長（Warden Inger）
- 雷吉娜·霍爾 飾 凱莉·萊斯（Kelly Rice），尼克·萊斯的妻子
- 艾莫洛德-安格爾·楊（英语：Emerald-Angel Young） 飾丹妮絲·萊斯（Denise Rice），尼克·萊斯的女兒
- 克利斯汀·史托特（英语：Christian Stolte） 飾 克萊倫斯·詹姆士·達比
- 安妮·柯爾利（英语：Annie Corley） 飾 蘿拉·柏區法官（Judge Laura Burch）
- 理查·波特瑙（英语：Richard Portnow） 飾 比爾·雷諾斯（Bill Reynolds），達比的辯護律師
- 薇拉·戴維絲 飾 艾波·亨利市長（Mayor April Henry）
- 麥可·凱利 飾 布雷（Bray），中情局幹員
- 喬許·史都華 飾 魯波特·艾姆斯
- 羅傑·巴特 飾 布萊恩·布靈漢（Brian Bringham）

## 發展
本片原先由法國導演法蘭克·戴瑞邦執導，但他於2008年10月上旬因無法與劇組就劇本內容達成共識而離任。根據傳聞，戴瑞邦與電影製片公司的合作關係因本片而「醜陋地結束了」。
與最終設定不同的是，傑拉德·巴特勒原先將演出劇中的檢察官萊斯，而傑米·福克斯則將扮演克萊德。

## 製作
本片的拍攝作業於2008年8月展開，主要於費城市內與週邊地區取景。拍攝地點包含了費城市政廳與現已關閉的荷莫斯堡監獄。
劇情中的暴力內容使本片被迫刪減部分內容以符合分級制度規範；未刪減的完整版內容則以藍光光碟的方式發行。

## 發行
本片於2009年10月16日在北美地區戲院上映。首支戲院預告於2009年8月14日隨電影《第九禁區》釋出。

## 反響
本片於開幕首週以21,039,502美元票房的成績登上當週第二位，僅次於《野獸冒險樂園》；最終全球總票房為1億2660萬美元。

《重案對決》獲得了普遍負面的評價，專業影評人在電影評論網站「爛番茄」上僅獲得25%的新鮮度，且在155篇評論中僅獲得4.3/10的平均分數。該網站的多數評論寫道：「《重案對決》使用了過多不必要的暴力且極度瘋狂，演員不佳的演技與毫無道理的劇情都在在拖累了本片。」相反的，該網站的普通觀眾卻給了本片75%的平均分數。
影評人羅傑·伊伯特在《芝加哥太陽報》上的一篇評論中寫道：「《重案對決》是那種你對他的喜愛程度會與日漸失的電影。即便如此，這種電影也有可取之處。」伊伯特在總分四顆星中給了本片三顆星的評價。

## 外部連結
- 官方网站
- 互联网电影数据库（IMDb）上《重案對決》的资料（英文）
- Box Office Mojo上《Law Abiding Citizen》的資料（英文）
- 爛番茄上《Law Abiding Citizen》的資料（英文）
- YouTube上的Law Abiding Citizen